# Louis-Félix Henneguy
Louis-Félix Henneguy (Paris, 18 de março de 1850 — 16 de janeiro de 1928) foi um zoólogo e embriologista francês.

## Vida
Em 1875, ele recebeu seu doutorado em medicina pela Universidade de Montpellier com uma dissertação sobre a ação fisiológica dos venenos, Étude physiologique sur l'action des poisons. Em 1883 obteve sua agrégation com Les lichens utiles, uma tese sobre líquenes úteis.
Durante sua carreira, foi professor de embriologia comparada no Collège de France (1900-1928) e membro da Académie de Médecine, da Académie d'Agriculture e da Académie des sciences (1908-1928). A partir de 1894 foi diretor da revista Archives d'anatomie microscopique.
Ele é conhecido por sua extensa pesquisa de filoxera, publicando uma série de artigos sobre meios de destruir seus ovos durante o inverno (1885, 1887-1888). Também realizou estudos sobre a história natural do gorgulho da macieira, propondo métodos para sua erradicação (1891). Em nome do Comité Consultivo das Pescas Marinhas, fez análises sobre a venda e consumo de mexilhões ao longo do ano.
Com o neuroanatomista húngaro, Mihály Lenhossék (1863-1937), a "teoria de Henneguy-Lenhossek" é nomeada, que afirma a afirmação de que centríolos mitóticos e cinetossomos basais ciliares são fundamentalmente a mesma estrutura.
Como taxonomista , ele circunscreveu o gênero apicomplexa Rhytidocystis, e os gêneros de protozoários Thelohania e Fabrea. O gênero Henneguya Thélohan, 1892 é nomeado em sua homenagem, assim como as espécies Apherusa henneguyi Chevreux & Fage, 1925 e Ectinosoma henneguyi Labbé, 1926.
Em 1903 foi nomeado presidente da Société entomologique de France.

## Trabalhos escritos
- Le Corps vitellin de Balbiani dans l’oeuf des vertébrés (1893)-- The body of Balbiani yolk in the egg of vertebrates.
- Lec¸ons sur la cellule : morphologie et reproduction (1896)--- Lessons on the cell: Morphology and reproduction.
- Recherches sur le développement des poissons osseux (Félix Alcan, Paris, 1889)-- Research on the development of bony fishes.
- Notice sur les titres et travaux scientifiques (1899)-- Brochure titles and scientific works.
- Traité des méthodes techniques de l'anatomie microscopique : histologie, embryologie et zoologie, a translation of the work of Arthur Bolles Lee (1849–1927), (O. Doin, Paris, 1887, re-edited in 1896 and in 1902).
- Les insectes, morphologie - reproduction - embryogenie, (1904)-- Insects; morphology, reproduction- embryology.